# Мохаммад Садегі
Мохаммад Садегі (перс. محمد صادقی, нар. 16 березня 1952, Ахваз) — іранський футболіст, що грав на позиції півзахисника.
Виступав, зокрема, за клуби «ПАС Тегеран», «Персеполіс» та «Шахін», а також національну збірну Ірану.

## Клубна кар'єра
У дорослому футболі дебютував 1971 року виступами за команду клубу «ПАС Тегеран», в якій провів сім сезонів. 
Своєю грою за цю команду привернув увагу представників тренерського штабу клубу «Персеполіс», до складу якого приєднався 1978 року. Відіграв за тегеранську команду наступні два сезони своєї ігрової кар'єри.
У 1980 році перейшов до клубу «Шахін», за який відіграв 5 сезонів. Завершив професійну кар'єру футболіста виступами за команду у 1985 році.

## Виступи за збірну
У 1972 році дебютував в офіційних матчах у складі національної збірної Ірану. Протягом кар'єри у національній команді, яка тривала 7 років, провів у формі головної команди країни 38 матчів, забивши 2 голи.
У складі збірної був учасником кубка Азії з футболу 1976 року в Ірані, здобувши того року титул переможця турніру, чемпіонату світу 1978 року в Аргентині.

## Титули і досягнення
- Переможець Азійських ігор: 1974
- Володар Кубка Азії: 1976